# 嘉華嘉陵江大橋
嘉华嘉陵江大桥，简称嘉华大桥，是中华人民共和国重庆市渝中区与江北区之间嘉陵江上的一座桥梁，全线由嘉华大桥主桥、大坪隧道、李家坪立交、华村立交、黄沙溪立交五个部分组成。作为重庆城市规划中南北发展的重要纽带，它连接起了重庆的渝中区和江北区两个繁荣的辖区。它作为重庆直辖十周年的献礼工程，具有特殊的纪念意义。

## 作用
嘉华嘉陵江大桥的建成，极大的缓解重庆过江交通瓶颈的问题，还加强了城市主干道的网络联系，极大的便利了市民的出行。嘉华嘉陵江大桥虽主要连接渝中区和江北区，但其工程全线（包括延伸道路）共穿过五大区，即渝北区、江北区、渝中区、九龙坡区以及巴南区。其对于整个主城的道路系统，起到了重要的作用。